# 馬堀海岸站

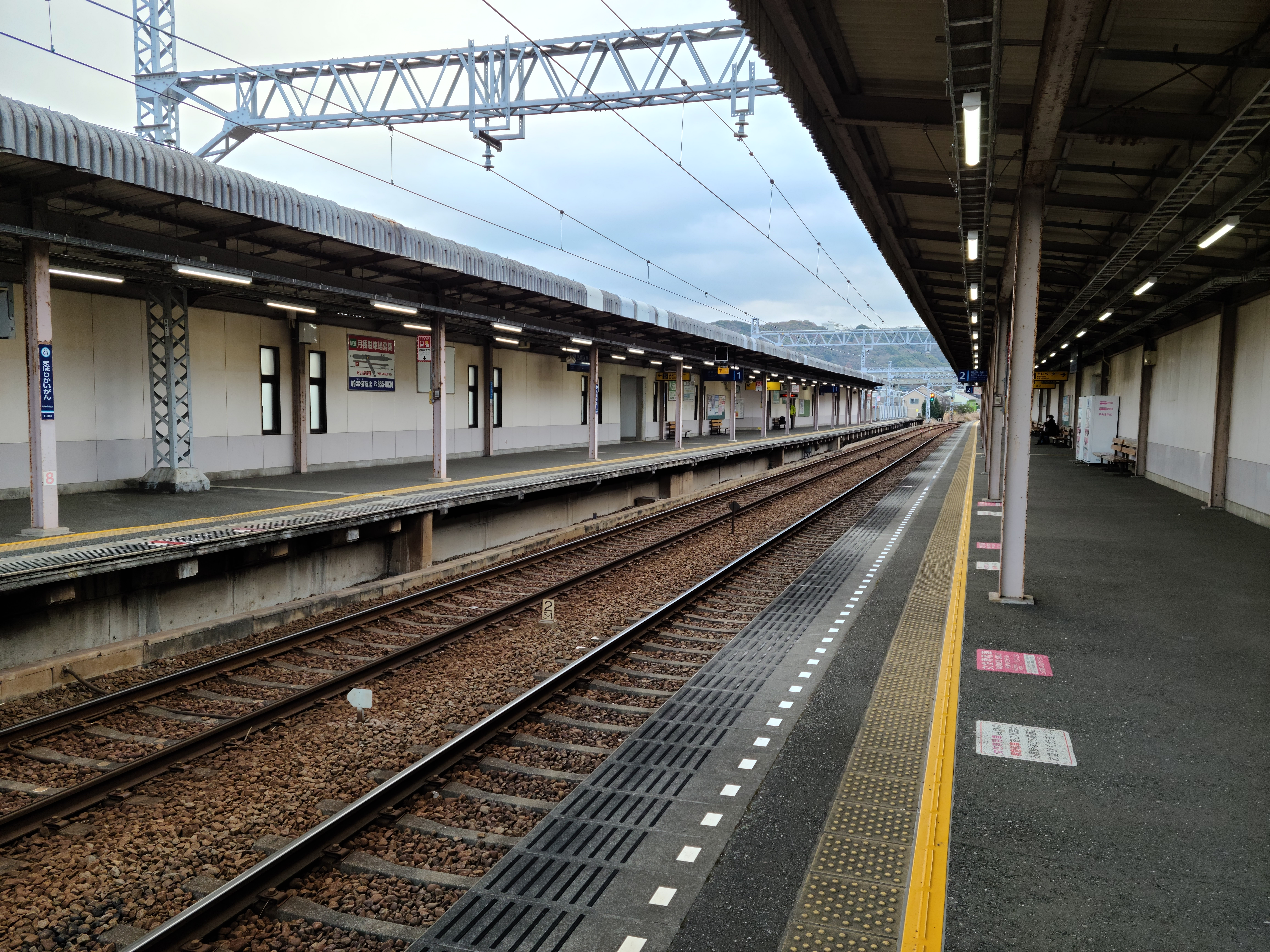
月台（2021年2月）

馬堀海岸站（日语：／ Maborikaigan eki */?）位於日本神奈川縣橫須賀市馬堀町三丁目，是京濱急行電鐵本線的鐵路車站。車站編號是KK63。

## 年表
- 1930年（昭和5年）4月1日 - 車站啟用。
- 1941年（昭和16年）11月1日 - 湘南電氣鐵道與京濱電氣鐵道合併，本站成為京濱電氣鐵道車站。
- 1942年（昭和17年）5月1日 - 京濱電氣鐵道與東京橫濱電鐵合併。本站成為東京急行電鐵（大東急）車站。
- 1948年（昭和23年）6月1日 - 京濱急行電鐵成立，本站成為京濱急行電鐵車站。

## 車站結構
本站為側式月台2面2線地面車站。
由於地形關係，剪票口在月台下方。1986年以前剪票口與站房在下行月台大津方向，有站內平交道往上行月台。站房搬移後仍保留當時的階梯與部分站房地基。
本站的簡易自動廣播分別由1號線的關根正明、2號線的大原沙耶香配音。

### 月台配置
| 月台 | 路線 | 方向 | 目的地                                   |
| ---- | ---- | ---- | ---------------------------------------- |
| 1    | 本線 | 下行 | 浦賀方向                                 |
| 2    | 本線 | 上行 | 金澤文庫、橫濱、羽田機場、品川、新橋方向 |

## 使用情況
2016年度1日平均上下車人次為9,529人，京急線全部72個車站當中排行第59位。近年使用人次逐漸減少，2014年度上下車人次減至1萬人以下。
近年1日平均上下車人次與上車人次的推移如下表。
| 年度               | 1日平均 上下車人次 | 1日平均 上車人次 | 來源     |
| ------------------ | ------------------ | ---------------- | -------- |
| 1995年（平成07年） |                    | 6,719            | [ * 1 ]  |
| 1998年（平成10年） |                    | 6,032            | [ * 2 ]  |
| 1999年（平成11年） |                    | 5,808            | [ * 3 ]  |
| 2000年（平成12年） |                    | 5,777            | [ * 3 ]  |
| 2001年（平成13年） |                    | 5,636            | [ * 4 ]  |
| 2002年（平成14年） | 11,360             | 5,598            | [ * 5 ]  |
| 2003年（平成15年） | 11,558             | 5,636            | [ * 6 ]  |
| 2004年（平成16年） | 11,143             | 5,428            | [ * 7 ]  |
| 2005年（平成17年） | 11,054             | 5,398            | [ * 8 ]  |
| 2006年（平成18年） | 11,035             | 5,383            | [ * 9 ]  |
| 2007年（平成19年） | 11,063             | 5,371            | [ * 10 ] |
| 2008年（平成20年） | 10,814             | 5,261            | [ * 11 ] |
| 2009年（平成21年） | 10,417             | 5,074            | [ * 12 ] |
| 2010年（平成22年） | 10,169             | 4,950            | [ * 13 ] |
| 2011年（平成23年） | 10,102             | 4,909            | [ * 14 ] |
| 2012年（平成24年） | 10,044             | 4,886            | [ * 15 ] |
| 2013年（平成25年） | 10,030             | 4,873            | [ * 16 ] |
| 2014年（平成26年） | 9,791              | 4,765            | [ * 17 ] |
| 2015年（平成27年） | 9,729              | 4,730            | [ * 18 ] |
| 2016年（平成28年） | 9,529              |                  |          |

## 車站周邊
站名來自於附近的海岸名。本站北側填海地是西武不動產開發的新興住宅區，但在昭和30年代以前，車站北側即為海水浴場。
傳聞過去有位僧侶因口渴倒地於此，白馬在其面前現身，在旁邊岩石挖出清水，因此稱為「馬堀」。該泉水現在在馬堀小學校旁與馬頭觀音一同供奉。
- 防衛大學校
- 橫須賀市立馬堀小學校（日语：横須賀市立馬堀小学校）
- 橫須賀市立馬堀中學校（日语：横須賀市立馬堀中学校）
- 橫須賀馬堀海岸郵便局
- 湘南信用金庫（日语：湘南信用金庫）馬堀支店
- 橫濱銀行馬堀支店
- 西友馬堀店
- 橫須賀溫泉 湯樂之里
- 國道16號

### 巴士路線
站前無巴士站，步行可至「馬堀海岸」巴士站、縣道208號上的「矢之津坂」巴士站。
馬堀海岸
觀音崎線 - 觀音崎、防衛大學校方向／堀內、橫須賀中央站、橫須賀站方向
立野團地循環 - 立野團地方向
矢之津坂
觀音崎線（浦賀站系統） - 浦賀站、鴨居、觀音崎方向／堀內、橫須賀站方向

## 相鄰車站
京濱急行電鐵
 本線
■特急（金澤文庫站以北為快特）、■特急、■普通
京急大津（KK62）－馬堀海岸（KK63）－浦賀（KK64）

## 外部連結
- 馬堀海岸站（各站資訊） - 京濱急行電鐵